# Rolf Harjes
Rolf Harjes ist ein ehemaliger deutscher Handballspieler.

## Werdegang
Harjes wechselte vom ATSV Habenhausen zum TV Grambke-Bremen, mit dem er 1972 in die Handball-Bundesliga aufstieg. Zu den Stärken des 1,81 Meter großen Harjes gehörte die Torgefährlichkeit, wobei ihm die Fähigkeit hilfreich war, Würfe dank kurzem Armzug innerhalb kürzester Zeit abzufeuern.
Der Nationalspieler, der beruflich als Industriekaufmann bei einer Brauerei angestellt war, erzielte in der Bundesliga-Spielzeit 1972/73 in 14 Einsätzen 98 Treffer und wurde mit dieser Ausbeute Torschützenkönig. Mit insgesamt 52 Bundesliga-Spielen und 198 Bundesliga-Toren stellte Harjes zwei Vereinsbestmarken beim TV Grambke auf. Er bestritt neun Länderspiele für die bundesdeutsche Nationalmannschaft.
Harjes war als Trainer jahrelang bei der SG Bremen-Ost tätig.